# Jacques Mézard
Pour les articles homonymes, voir Mézard.
Jacques Mézard, né le 3 décembre 1947 à Aurillac (Cantal), est un homme politique français, actuel membre du Conseil constitutionnel.
Sénateur dans le Cantal en 2008, il est membre du Parti radical de gauche (PRG) puis du Mouvement radical (MR). En mai 2017, il rejoint le premier gouvernement Édouard Philippe en tant que ministre de l'Agriculture et de l'Alimentation. Un mois plus tard, il devient ministre de la Cohésion des territoires. Il quitte le gouvernement en octobre 2018 et se voit nommé membre du Conseil constitutionnel par Emmanuel Macron en 2019.

## Biographie

### Origines, formation et vie privée
Fils de l'homme politique Jean Mézard, Jacques Mézard est diplômé d'études supérieures en droit privé à Assas. Il est avocat.
Veuf, il est père de deux fils.

### Parcours politique

#### Élu local et sénateur
Conseiller municipal d'Aurillac et président de la communauté d'agglomération du Bassin d'Aurillac, il est élu sénateur pour le Cantal le 21 septembre 2008.
Il devient président du groupe RDSE en octobre 2011. Il obtient 13 voix au premier tour de l'élection du président du Sénat de 2014.
En janvier 2012, il prend l'initiative de réunir les signatures de parlementaires nécessaires pour soumettre au Conseil constitutionnel le contrôle de la conformité à la constitution de la loi réprimant « la contestation de l'existence des génocides reconnus par la loi », loi de caractère général, mais concernant en particulier le génocide arménien ; le recours est signé par 82 parlementaires émanant de divers groupes politiques. Le 28 février 2012, cette loi est jugée contraire à la constitution par le Conseil constitutionnel.

#### Ministre de l'Agriculture et de l'Alimentation
Il soutient Emmanuel Macron, candidat du mouvement En marche, pour l'élection présidentielle de 2017. Le 17 mai 2017, il est nommé ministre de l'Agriculture et de l'Alimentation dans le gouvernement Édouard Philippe (1).

#### Ministre de la Cohésion des territoires
Le 21 juin 2017, il est nommé ministre de la Cohésion des territoires du gouvernement Édouard Philippe (2) et succède à Richard Ferrand.
En 2018, il porte la loi ELAN, qui, afin d'accélérer la construction de logements, prévoit de supprimer l'avis potentiellement opposable des architectes des bâtiments de France pour les bâtiments protégés et de ne le rendre que consultatif. Cette mesure suscite des critiques des défenseurs du patrimoine, les élus locaux pouvant désormais ne pas tenir compte de ces avis dans leurs projets urbains.
En juin de la même année, il lance le dispositif « Action cœur de ville », qui vise à revitaliser les centres de 222 villes moyennes (restauration de logements, installation de commerces locaux, etc.).
Lors du remaniement du 16 octobre 2018, il n’est pas reconduit dans ses fonctions gouvernementales. Le Monde analyse ce départ comme symptomatique de « l'échec de la politique de la ville » du gouvernement, qui aurait été entravée par le président et le Premier ministre par le gel des emplois aidés, la baisse des aides au logement et des coupes budgétaires, conduisant à une fronde d'associations et de maires. La personnalité de Jacques Mézard est également critiquée, son profil rural étant jugé éloigné des enjeux de la politique pour les banlieues, tandis que son autorité sur les décisions du ministère est jugée faible. Jacqueline Gourault lui succède,.
Le 17 novembre 2018, un mois après son départ du gouvernement, il redevient automatiquement sénateur.

### Membre du Conseil constitutionnel
Le 13 février 2019, Emmanuel Macron, dont il a été un de ses soutiens dès 2017, propose sa nomination au Conseil constitutionnel, en remplacement de Michel Charasse. Il entre en fonction le 12 mars 2019. Le lendemain, dans sa première réaction lors d'une interview à Public Sénat, il rappelle son expérience de juriste car il a « exercé la profession d’avocat pendant 37 ans ».

## Décorations
- Chevalier de l'ordre national du Mérite (1997)[17].
- Commandeur de l'ordre du Mérite agricole ex officio, en tant que ministre de l'Agriculture et de l'Alimentation (2017)[18].